# Mamestra trimenda
Mamestra trimenda är en fjärilsart som beskrevs av Jacob Hübner 1827. Mamestra trimenda ingår i släktet Mamestra och familjen nattflyn. Inga underarter finns listade i Catalogue of Life.